# Cassette vidéo
Pour les articles homonymes, voir Cassette.
La cassette vidéo, aussi appelée vidéocassette, voire parfois K7, est un support magnétique pouvant être enregistré ou visionné à l'aide d'un magnétoscope. Ce support contient un vidéogramme. La vidéocassette comprend une bobine de bande magnétique pouvant défiler et lire ou enregistrer les signaux vidéo et audio. Lors de la lecture ou de l'enregistrement, la bande est généralement enroulée autour d'un tambour rotatif qui comporte les têtes de lectures. Les pistes sont le plus souvent enregistrées sur le modèle hélicoïdal sur la bande, c’est-à-dire en tranches obliques. Le plus souvent, une tranche correspond à une demi-image ou trame du signal vidéo. L'enregistrement peut être analogique (FM) ou numérique.
Les premiers prototypes – U-matic – furent développés par Sony à partir de 1969.
Depuis le début des années 2000, la cassette vidéo n'est plus d'usage, au même titre que la cassette audio. Elle a été remplacée par le DVD qui présentait de nombreux avantages : pas de rembobinage, une meilleure qualité audio et vidéo et une plus grande capacité de stockage, qui tend à disparaître à son tour pour laisser place au disque Blu-ray voire à d'autres modes de stockage et de visionnage, comme le téléchargement ou la diffusion en flux continu.
La fin de production des dernières cassettes vidéo s'est effectuée en juillet 2015 pour les VHS et le 9 novembre 2015 pour les cassettes Betamax.

## Formats
Il existe plusieurs formats de cassette vidéo :
- Betacam
- Betamax
- Hi-8
- S-VHS
- VHS-C
- SV
- U-matic
- V2000
- VCR
- VCR-LP
- VHS
- S-VHS-C (en)
- Video 8